# Ньюпорт, Кристофер
Кристофер Ньюпорт (англ. Christopher Newport; 1561—1617) — английский моряк, исследователь и пират. В течение почти 20 лет пиратствовал в районе бассейна Карибского моря.
Он наиболее известен как капитан корабля «Сьюзан Констант» (Susan Constant), крупнейшего из трёх судов, которое работало на Вирджинскую компанию и перевозило переселенцев в Северную Америку в 1607 году, где они основали поселение Джеймстаун колонии Вирджиния, первое постоянное британское поселение в Северной Америке. Он также был верховным капитаном двух других кораблей, участвовавших в том плавании, — «Счастливый путь» (Godspeed) и «Открытие» (Discovery).
Он сделал несколько рейсов поставок между Англией и Джеймстауном. В 1609 году он стал капитаном нового грузового судна Вирджинской компании, Sea Venture, которое попало в ураган во время третьей поставочной миссии для колонии и потерпело кораблекрушение на не имевшем тогда названия архипелаге, ныне известном как Бермудские острова. В его честь назван университет в Ньюпорт-Ньюс, штат Вирджиния. Также возможно (хотя и не обязательно), что Ньюпорт-Ньюс-Пойнт (позже часть территории города с таким же названием) был назван в его честь.